# 福島鋳郎
福島 鑄郎（福島 鋳郎、ふくしま じゅうろう、1936年1月1日- 2006年6月）は、日本の戦後雑誌・出版史の研究者、雑誌収集家。プランゲ文庫の存在を、いち早く日本に広く紹介したことでも知られる。日本出版学会会員、メディア史研究会会員、大衆文学研究会会員、占領史研究会会員。
本稿では可能な限り初出に従って、「鑄」「鋳」の別を個別の著作に付記した。

## 概要
栃木県生まれ。本名・重信。1954年栃木県立馬頭高等学校卒業後、昼間に古書店巡りの時間を確保するため、日販や藤沢市民病院などで警備員を務めながら、雑誌の収集や研究に励んだ。1972年11月3日、竹前栄治・天川晃とともに日本占領史研究会（1992年解散）を設立。神奈川県藤沢市在住。2006年6月下旬、白血病のため死去。

## 主な受賞
- 1972年度（昭和47年度）第26回毎日出版文化賞 人文・社会部門 （『戦後雑誌発掘』日本エディタースクール出版部刊）
- 1982年度第4回日本出版学会奨励賞佳作 （福島鑄郎・大久保久雄共編『大東亜戦争書誌』『戦時下の言論』（ともに日外アソシエーツ刊）
- 1987年第1回尾崎秀樹記念・大衆文学研究賞 研究・考証部門 （『雑誌で見る戦後史』大月書店）

## 著書

### 単著
- 福島鑄郎編著『戦後雑誌発掘 -- 焦土時代の精神』（エディター叢書） 日本エディタースクール出版部 1972年8月 ISBN 4-88888-011-5
  - 『新版 戦後雑誌発掘 -- 焦土時代の精神』 洋泉社 1985年8月
- 福島鋳郎『三島由紀夫 -- 資料総集』 新人物往来社 1975年 241p
  - 福島鋳郎『増補改訂版 資料三島由紀夫』 双柿舎（東京） 1982年10月 254p
  - 福島鋳郎『資料 三島由紀夫 新版』 朝文社 1989年6月 299p ISBN 4-88695-013-2
  - 福島鋳郎『資料 三島由紀夫 増補改訂版』 朝文社 1992年11月 307p ISBN 4-88695-077-9
  - 福島鑄郎『再訂資料 三島由紀夫』[3] 朝文社 2005年9月 341p ISBN 4-88695-180-5
- 福島鋳郎『G.H.Q.東京占領地図』 雄松堂出版 1987年3月 ISBN 4-8419-0033-0
- 福島鋳郎『雑誌で見る戦後史』 大月書店 1987年3月 ISBN 4-272-33014-4
- 福島鋳郎『戦後雑誌の周辺』 筑摩書房 1987年12月 ISBN 4-480-85412-6
- 福島鋳郎編著『ポーランドから』 朝文社 1991年11月 ISBN 4-88695-048-5

### 共著
- 袖井林二郎・福島鑄郎、太平洋戦争研究会編『図説マッカーサー』（ふくろうの本） 河出書房新社 2003年10月 ISBN 4-309-76038-4

## 編書

### 単編
- 福島鋳郎編『刊行雑誌分類別総目録 -- 昭和24年5月現在』（出版資料 第1集） 戦後出版物研究会（藤沢） 1975年5月
- 福島鋳郎編『GHQの組織と人事 -- 1946年9月現在』 巌南堂書店（東京） 1984年8月 （付・占領史関係文献目録）
- 福島鋳郎編『占領期の女性雑誌シリーズ 婦人』（全7巻+別巻） 皓星社 1997年12月 ISBN 4774401064（1947年7月〜1949年8月、全26冊）
  - 『占領期の女性雑誌シリーズ 婦人 第1巻』 皓星社 1997年12月 ISBN 477440098X
    - 第1巻1号 - 第1巻3号（1947年創刊号 - 1947年9月号）

  - 『占領期の女性雑誌シリーズ 婦人 第2巻』 皓星社 1997年12月 ISBN 4774400998
    - 第1巻4号 - 第1巻6号（1947年10月号 - 1947年12月号）

  - 『占領期の女性雑誌シリーズ 婦人 第3巻』 皓星社 1997年12月 ISBN 4774401005
    - 第2巻1号 - 第2巻4号（1948年1月号 - 1948年4月号）

  - 『占領期の女性雑誌シリーズ 婦人 第4巻』 皓星社 1997年12月 ISBN 4774401013
    - 第2巻5号 - 第2巻8号（1948年5月号 - 1948年8月号）

  - 『占領期の女性雑誌シリーズ 婦人 第5巻』 皓星社 1997年12月 ISBN 4774401021
    - 第2巻9号 - 第2巻12号（1948年9月号 - 1948年12月号）

  - 『占領期の女性雑誌シリーズ 婦人 第6巻』 皓星社 1997年12月 ISBN 477440103X
    - 第3巻1号 - 第3巻4号（1949年1月号 - 1949年4月号）

  - 『占領期の女性雑誌シリーズ 婦人 第7巻』 皓星社 1997年12月 ISBN 4774401048
    - 第3巻5号 - 第3巻8号（1949年5月号 - 1949年8月号）

  - 『占領期の女性雑誌シリーズ 婦人 別冊』 皓星社 1997年12月 ISBN 4774401056
    - 総目次、人名索引、解題

  - 原本雑誌は、世界評論社・発行。
- 福島鑄郎編『福島鑄郎所蔵占領期雑誌目録』（1945年8月〜1952年3月）（鑄人文庫）（Bunsei Shoin digital library） 文生書院（東京） 2005年9月 ISBN 4-89253-298-3

### 共編
- 『回想の新生 -- ある戦後雑誌の軌跡』「新生」復刻編集委員会 （非売品）1973年
  - 「新生社とその周辺(福島鋳郎)」 を収録
- 安田武・福島鋳郎編『証言昭和二十年八月十五日 -- 敗戦下の日本人』 新人物往来社 1973年 293p
  - 安田武・福島鋳郎編『ドキュメント 昭和二十年八月十五日 -- 占領下の日本人』 双柿舎（東京） 1984年8月 327p ISBN 4-88029-025-4、『証言昭和二十年八月十五日』 新人物往来社・刊、1973年刊の改題増補版。
- 安田武・福島鋳郎編『記録自決と玉砕 -- 皇国に殉じた人々』 新人物往来社 1974年 363p
  - 安田武・福島鋳郎編『ドキュメント自決と玉砕 -- 戦争下の日本人』 双柿舎（東京） 1984年8月 363p ISBN 4880290262
    - 『記録自決と玉砕』 新人物往来社・刊、1974年刊、の改題新装版。

  - 安田武・福島鋳郎編『自決と玉砕 -- 戦争下の日本人』 朝文社 1993年8月 373p ISBN 4-88695-098-1
    - 『ドキュメント自決と玉砕』 双柿舎・刊、1984年刊、の増補新版。
- 福島鋳郎・大久保久雄編『シリーズ大東亜戦争下の記録 1 大東亜戦争書誌』 日外アソシエーツ・発行、紀伊国屋書店・発売 1981年10月 ISBN 4-8169-0095-0、上・ISBN 4816900942、中・ISBN 4816900969、下・ISBN 4816900977、3分冊。上 - 政治・国際・外交、中 - 軍事・国防・財政・経済・産業、下 - 社会・婦人・教育・歴史・文学・従軍記・その他。
  - 福島鋳郎・大久保久雄共編『復刻シリーズ大東亜戦争下の記録 1 大東亜戦争書誌』 日外アソシエーツ・発行、紀伊国屋書店・発売 1995年5月 ISBN 4-8169-1305-X、改装復刻版、2分冊。上 - 政治・国際・外交・軍事・国防、下 - 財政・経済・産業・社会・婦人・教育・歴史・文学・従軍記・その他。
- 福島鋳郎・大久保久雄編『シリーズ大東亜戦争下の記録 2 戦時下の言論』 日外アソシエーツ・発行、紀伊国屋書店・発売 1982年3月 ISBN 4-8169-0121-3、上・ISBN 4816901213、下・ISBN 4816901221、2分冊。上・あ - そ、下・た - わ。
  - 福島鋳郎・大久保久雄・共編『復刻シリーズ大東亜戦争下の記録 2 戦時下の言論』 日外アソシエーツ・発行、紀伊国屋書店・発売 1995年5月 ISBN 4-8169-1306-8、改装復刻版。
  - 「シリーズ大東亜戦争下の記録」は、I・IIに続いて、『III 戦時下の出版』の刊行が構想されていたが、果たせず未完。
- 袖井林二郎・福島鑄郎編『マッカーサー -- 記録・戦後日本の原点』 日本放送出版協会 1982年6月 ISBN 4-14-008277-1
- 猪瀬直樹監修、福島鋳郎編『目撃者が語る昭和史 第8巻 8・15終戦 -- 各種和平工作から敗戦へ』 新人物往来社 1989年10月 ISBN 4-404-01662-X
- 福島鋳郎・吉田健二編『占領期の女性雑誌シリーズ 働く婦人』（全9巻+別巻） 皓星社 1998年5月 ISBN 4774401536（1946年4月〜1950年8月、全37冊）
  - 『占領期の女性雑誌シリーズ 働く婦人 第1巻』 皓星社 1998年5月 ISBN 4774401439
    - 第1号 - 第5号（1946年4月号 - 1946年12月号）

  - 『占領期の女性雑誌シリーズ 働く婦人 第2巻』 皓星社 1998年5月 ISBN 4774401447
    - 第6号 - 第10号（1947年4月号 - 1947年11月号）

  - 『占領期の女性雑誌シリーズ 働く婦人 第3巻』 皓星社 1998年5月 ISBN 4774401455
    - 第11号 - 第15号（1948年1月号 - 1948年6月号）

  - 『占領期の女性雑誌シリーズ 働く婦人 第4巻』 皓星社 1998年5月 ISBN 4774401463
    - 第16号 - 第20号（1948年7月号 - 1948年12月号）

  - 『占領期の女性雑誌シリーズ 働く婦人 第5巻』 皓星社 1998年5月 ISBN 4774401471
    - 第21号 - 第25号（1949年1月号 - 1949年8月号）

  - 『占領期の女性雑誌シリーズ 働く婦人 第6巻』 皓星社 1998年5月 ISBN 477440148X
    - 第26号 - 第29号（1949年9月号 - 1949年12月号）

  - 『占領期の女性雑誌シリーズ 働く婦人 第7巻』 皓星社 1998年5月 ISBN 4774401498
    - 第30号 - 第32号（1950年1月号 - 1950年3月号）

  - 『占領期の女性雑誌シリーズ 働く婦人 第8巻』 皓星社 1998年5月 ISBN 4774401501
    - 第33号 - 第35号（1950年4月号 - 1950年6月号）

  - 『占領期の女性雑誌シリーズ 働く婦人 第9巻』 皓星社 1998年5月 ISBN 477440151X
    - 第36号 - 第37号（1950年7月号 - 1950年8月号）

  - 『占領期の女性雑誌シリーズ 働く婦人 別冊』 皓星社 1998年5月 ISBN 4774401528
    - 総目次、執筆者名総索引、解題

  - 原本雑誌は、日本プロレタリア文化連盟婦人部協議会の機関誌、日本民主主義文化連盟・発行、のちに、日本出版・発行。

## 監修
- 福島鋳郎監修『戦時下写真ニュース』 大空社（東京） 1995年9月 （全5巻セット） ISBN 4-7568-0086-6
  - 『戦時下写真ニュース 第1巻』（文化・生活編 昭和11年 - 昭和12年）
  - 『戦時下写真ニュース 第2巻』（文化・生活編 昭和13年 - 昭和16年）
  - 『戦時下写真ニュース 第3巻』（文化・生活編 昭和17年 - 昭和19年）
  - 『戦時下写真ニュース 第4巻』（戦地編 昭和11年 - 昭和17年）
  - 『戦時下写真ニュース 第5巻』（戦地編 昭和18年 - 昭和19年）
- 大久保久雄・福島鑄郎監修 戦時占領期出版関係史料集 1 『出版情報』 金沢文圃閣（-ぶんぽかく）（金沢）・刊
  - 文圃文献類従 6-1 【9】 『出版情報 第1巻』 2002年10月刊 ISBN 4907789092
    - 『出版情報』誌 ＜第1号(1946年11月)〜第5号(1947年6月)＞

  - 文圃文献類従 6-2 【10】 『出版情報 第2巻』 2002年10月刊 ISBN 4907789106
    - 『出版情報』誌 ＜第6号(1947年7月)〜第10号(1948年1月最終号)＞+組見本号、解題、総目次、索引、を収録。
- （大久保久雄・福島鑄郎・監修） 戦時占領期出版関係史料集 2 『出版文化』 金沢文圃閣・刊 （日本出版文化協会 > 日本出版会 > 日本出版協会 が刊行した雑誌の、複製復刻。全6巻）
  - 文圃文献類従 6-3 【通13】 『出版文化 第1巻』 2003年12月刊 ISBN 4-907789-13-0
    - ＜1号(1941年8月1日)〜20号(1942年5月15日)＞

  - 文圃文献類従 6-4 【通14】 『出版文化 第2巻』 2003年12月刊 ISBN 4-907789-14-9
    - ＜21号(1942年6月1日) - 41号(1942年12月11日)＞

  - 文圃文献類従 6-5 【通15】 『出版文化 第3巻』 2003年12月刊 ISBN 4-907789-15-7
    - ＜42号(1942年12月17日) - 76号(1943年11月21日)＞

  - 文圃文献類従 6-6 【通16】 『出版文化 第4巻』 2004年2月刊 ISBN 4-907789-16-5
    - ＜77号(1943年12月1日) - 174号(1947年6月1日)＞

  - 文圃文献類従 6-7 【通17】 『出版文化 第5巻』  2004年2月刊 ISBN 4-907789-17-3
    - ＜175号(1947年6月11日) - 264号(1950年9月21日)＞

  - 文圃文献類従 6-8 【通18】 『出版文化 別巻』 2004年2月刊 ISBN 4-907789-18-1
    - 別巻には、帆苅芳之助・著『文協改革史』帆苅出版研究所・刊、の複製復刻を収録。あわせて、吉田則昭による解説、赤穂高義への「文協事件」聞き書き、総目次、を収録）

  - 原本雑誌の発行元は、79号まで日本出版文化協会、80号から129号まで日本出版会、130号（表記は1号）から日本出版協会。
- 大久保久雄・福島鑄郎監修 戦時占領期出版関係史料集 3 『新聞出版用紙割当制度の概要とその業務実績』 金沢文圃閣・刊 （全2巻）
  - 文圃文献類従 6-9 『新聞出版用紙割当制度の概要とその業務実績 第1巻』 2004年7月刊 ISBN 4-907789-19-X
    - 『第一 総括編』--『第二 新聞編』「二 新聞用紙割当関係における主要事項の処理状況」 総理府新聞出版用紙割当局・刊、1951年刊、の複製復刻。

  - 文圃文献類従 6-10 【通20】 『新聞出版用紙割当制度の概要とその業務実績 第2巻』 2004年7月刊 ISBN 4-907789-20-3
    - 『第二 新聞編』「資料編」--『第三 出版編』総理府新聞出版用紙割当局・刊、1951年刊、の複製復刻。解題、総目次、を併録。
- 大久保久雄・福島鑄郎・監修 戦時占領期出版関係史料集 4 『書籍雑誌商資料 -- 内地・植民地／1937〜41』 金沢文圃閣・刊 （全2巻）
  - 文圃文献類従 6-11 『書籍雑誌商資料 -- 内地・植民地／1937〜41 第1巻』 2004年11月刊 ISBN 4-907789-22-X
    - 『出版文化』1 - 4号（1937年6 - 9月）、改題して、『書店文化』1 - 47号（1937年10月 - 1941年7月）、日本讀書新聞社（日本読書新聞社）・刊（昭和12年 - 昭和16年刊）、の複製復刻。

  - 文圃文献類従 6-12 【通23】 『書籍雑誌商資料 -- 内地・植民地／1937〜41 第2巻』 2004年11月刊 ISBN 4-907789-23-8
    - 『全国書籍業組合員名簿』全國書籍業聯合會（全国書籍業連合会）・刊、昭和13年刊、の複製復刻。
- 大久保久雄・福島鑄郎監修『戦後初期の出版社と文化人一覧』 金沢文圃閣・刊 （全4巻）
  - 文圃文献類従 8-1 【通25】 『戦後初期の出版社と文化人一覧 第1巻』 2005年9月刊 ISBN 4-907789-25-4
    - 文化研究会編『戦後文化人名簿 第1輯 - 第3輯』文化研究会・刊、1946年刊
    - 研進社編輯部編『最新文化人名鑑』 研進社、1946年刊、の2点を複製復刻。

  - 文圃文献類従 8-2 【通26】 『戦後初期の出版社と文化人一覧 第2巻』 2005年9月刊 ISBN 4-907789-26-2
    - 日本読書新聞・田所太郎編『出版社・執筆者一覧 昭和21年度版』 日本出版協会・刊、1946年刊、の複製復刻。

  - 文圃文献類従 8-3 【通27】『戦後初期の出版社と文化人一覧 第3巻』 2005年12月 ISBN 4-907789-27-0
    - 日本読書新聞・田所太郎編『最新出版社・執筆者一覧. 昭和23年度版』 日本出版協会・刊、1947年刊の複製復刻。

  - 文圃文献類従 8-4 【通28】『戦後初期の出版社と文化人一覧 第4巻』 2005年12月 ISBN 4-907789-28-9
    - 日本出版協会・草野悟一・編『出版社・執筆者一覧 1951年版』 日本出版協会事業部・刊、1951年刊の複製復刻。

## CD-ROM
- 福島鋳郎・協力『同盟通信社「写真特報」コレクション -- 甦る戦時報道の軌跡』（CD-ROM13枚組） 企画・制作・株式会社経葉社

## 論文など
- 雑誌『Intelligence』（編集発行：20世紀メディア研究所、山本武利早大教授主宰）
  - 『Intelligence』第2号（2003年3月） ISBN 4877381600
    - 福島鋳郎「カストリ雑誌考」を収録

  - 『Intelligence』第3号（2003年10月30日） ISBN 4877381902
    - 「特集：占領期研究の成果とプランゲ文庫 【座談会】占領期研究の蓄積を再検証する 竹前栄治／袖井林二郎／福島鑄郎／天川晃／山本武利／谷川建司」を収録

  - 『Intelligence』 第5号（2005年1月17日） ISBN 4877382097
    - 福島鑄郎「占領下の郵趣関係雑誌」を収録

  - 『Intelligence』第17号（2017年3月31日）
    - 特集：福島鑄郎コレクションと占領期雑誌

- 『出版ニュース』
  - 「出版物でみる終戦 -- 焦土時代とその周辺」 福島鑄郎 1971年（昭和46年）8月上旬号 巻頭論文
  - 「敗戦直後は「雑誌の時代」だった -- 劣悪な状況のもとで出された創刊誌群の意味」 福島鋳郎 1981年（昭和56年）8月中旬号 巻頭論文
  - 「外務省の外交文書公開と占領史研究」 福島鋳郎 1982年（昭和57年）10月中旬号
  - 「第4回日本出版学会賞 長友千代治、福島鋳郎」 1983年（昭和58年）5月下旬号
  - 「戦後雑誌発掘の25年 -- “出版物にみる戦後史展”を終えて」 福島鋳郎 1985年（昭和60年）3月上旬号

## メディア
- 新刊書籍雑誌情報誌 『SAGE［サージュ］』 （出版者は当初、情報出版。のちに、三共社） 1983年5月号 連載記事「本をめぐる奇人・変人」
  - 「スーパーストアの警備員は本の気狂」・「スーパーストアの警備員の正体は本の虫」・「スーパー・ニチイの警備員、実は書誌大研究家」として、福島鑄郎を紹介。